# Indian Wells Open 2023 - Qualificazioni singolare femminile
Le qualificazioni del singolare femminile dell'Indian Wells Open 2023 sono state un torneo di tennis preliminare per accedere alla fase finale della manifestazione. Le vincitrici dell'ultimo turno sono entrate di diritto nel tabellone principale. In caso di ritiro di una o più giocatrici aventi diritto a giocare nel tabellone principale, a queste sono subentrate le lucky loser, ossia le giocatrici che avevano la classifica più alta tra quelle che avevano perso nel turno finale.

## Teste di serie
1. Dalma Gálfi (ultimo turno, lucky loser)
2. Cristina Bucșa (qualificata)
3. Varvara Gračëva (qualificata)
4. Rebeka Masarova (qualificata)
5. Viktorija Golubic (primo turno)
6. Diana Šnaider (primo turno)
7. Ysaline Bonaventure (qualificata)
8. Kamilla Rachimova (primo turno)
9. Lesia Tsurenko (qualificata)
10. Rebecca Peterson (qualificata)
11. Anna Karolína Schmiedlová (ultimo turno, lucky loser)
12. Laura Pigossi (primo turno)

1. Magdalena Fręch (ultimo turno, lucky loser)
2. Sara Errani (ultimo turno)
3. Anna-Lena Friedsam (ultimo turno)
4. Harriet Dart (primo turno)
5. Léolia Jeanjean (primo turno)
6. Diane Parry (primo turno)
7. Tereza Martincová (primo turno)
8. Kimberly Birrell (qualificata)
9. Réka Luca Jani (primo turno)
10. Lucrezia Stefanini (primo turno)
11. Eva Lys (ultimo turno)
12. Laura Siegemund (qualificata)

## Qualificate
1. Katie Swan
2. Cristina Bucșa
3. Varvara Gračëva
4. Rebeka Masarova
5. Olga Danilović
6. Arantxa Rus

1. Ysaline Bonaventure
2. Kimberly Birrell
3. Lesja Curenko
4. Rebecca Peterson
5. Laura Siegemund
6. Ashlyn Krueger

## Lucky losers
1. Dalma Gálfi
2. Anna Karolína Schmiedlová

1. Magdalena Fręch

## Tabellone

### Legenda
| - Q = Qualificato - WC = Wild card - LL = Lucky loser | - ALT = Alternate - SE = Special Exempt - PR = Protected Ranking | - w/o = Walkover - r = Ritirato - d = Squalificato |

### Sezione 1
|  | Primo turno | Primo turno     | Primo turno     | Primo turno | Primo turno |  |  | Ultimo turno | Ultimo turno | Ultimo turno | Ultimo turno | Ultimo turno |  |
|  |             |                 |                 |             |             |  |  |              |              |              |              |              |  |
|  | 1           | Dalma Gálfi     | Dalma Gálfi     | 6           | 6           |  |  |              |              |              |              |              |  |
|  |             | Ana Konjuh      | Ana Konjuh      | 3           | 2           |  |  | 1            | Dalma Gálfi  | Dalma Gálfi  | 4            | 62           |  |
|  |             | Katie Swan      | Katie Swan      | 6           | 6           |  |  |              | Katie Swan   | Katie Swan   | 6            | 7            |  |
|  | 17          | Léolia Jeanjean | Léolia Jeanjean | 2           | 1           |  |  |              |              |              |              |              |  |

### Sezione 2
|  | Primo turno | Primo turno         | Primo turno         | Primo turno | Primo turno |  |  | Ultimo turno | Ultimo turno        | Ultimo turno        | Ultimo turno | Ultimo turno |  |
|  |             |                     |                     |             |             |  |  |              |                     |                     |              |              |  |
|  | 2           | Cristina Bucșa      | Cristina Bucșa      | 6           | 7           |  |  |              |                     |                     |              |              |  |
|  |             | Ėrika Andreeva      | Ėrika Andreeva      | 3           | 5           |  |  | 2            | Cristina Bucșa      | Cristina Bucșa      | 7            | 6            |  |
|  |             | Elena-Gabriela Ruse | Elena-Gabriela Ruse | 6           | 6           |  |  |              | Elena-Gabriela Ruse | Elena-Gabriela Ruse | 63           | 4            |  |
|  | 19          | Tereza Martincová   | Tereza Martincová   | 1           | 4           |  |  |              |                     |                     |              |              |  |

### Sezione 3
|  | Primo turno | Primo turno           | Primo turno           | Primo turno | Primo turno |  |  | Ultimo turno | Ultimo turno       | Ultimo turno | Ultimo turno | Ultimo turno |  |
|  |             |                       |                       |             |             |  |  |              |                    |              |              |              |  |
|  | 3           | Varvara Gračëva       | Varvara Gračëva       | 7           | 6           |  |  |              |                    |              |              |              |  |
|  | WC          | Petra Marčinko        | Petra Marčinko        | 62          | 4           |  |  | 3            | Varvara Gračëva    | 7            | 6            | 6            |  |
|  |             | Marina Bassols Ribera | Marina Bassols Ribera | 1           | 0           |  |  | 15           | Anna-Lena Friedsam | 65           | 7            | 4            |  |
|  | 15          | Anna-Lena Friedsam    | Anna-Lena Friedsam    | 6           | 6           |  |  |              |                    |              |              |              |  |

### Sezione 4
|  | Primo turno | Primo turno      | Primo turno      | Primo turno | Primo turno |  |  | Ultimo turno | Ultimo turno    | Ultimo turno    | Ultimo turno | Ultimo turno |  |
|  |             |                  |                  |             |             |  |  |              |                 |                 |              |              |  |
|  | 4           | Rebeka Masarova  | Rebeka Masarova  | 6           | 7           |  |  |              |                 |                 |              |              |  |
|  |             | Mirjam Björklund | Mirjam Björklund | 3           | 5           |  |  | 4            | Rebeka Masarova | Rebeka Masarova | 6            | 6            |  |
|  | WC          | Liv Hovde        | Liv Hovde        | 6           | 6           |  |  | WC           | Liv Hovde       | Liv Hovde       | 2            | 2            |  |
|  | 21          | Réka Luca Jani   | Réka Luca Jani   | 3           | 2           |  |  |              |                 |                 |              |              |  |

### Sezione 5
|  | Primo turno | Primo turno        | Primo turno | Primo turno | Primo turno |  |  | Ultimo turno | Ultimo turno   | Ultimo turno | Ultimo turno | Ultimo turno |  |
|  |             |                    |             |             |             |  |  |              |                |              |              |              |  |
|  | 5           | Viktorija Golubic  | 5           | 6           | 4           |  |  |              |                |              |              |              |  |
|  | PR          | Olga Danilović     | 7           | 1           | 6           |  |  | PR           | Olga Danilović | 7            | 5            | 6            |  |
|  |             | Kaja Juvan         | 7           | 2           | 6           |  |  |              | Kaja Juvan     | 68           | 7            | 3            |  |
|  | 22          | Lucrezia Stefanini | 6           | 6           | 1           |  |  |              |                |              |              |              |  |

### Sezione 6
|  | Primo turno | Primo turno    | Primo turno    | Primo turno | Primo turno |  |  | Ultimo turno | Ultimo turno | Ultimo turno | Ultimo turno | Ultimo turno |  |
|  |             |                |                |             |             |  |  |              |              |              |              |              |  |
|  | 6           | Diana Šnaider  | 6(0)           | 7           | 0           |  |  |              |              |              |              |              |  |
|  |             | Arantxa Rus    | 7              | 5           | 6           |  |  |              | Arantxa Rus  | Arantxa Rus  | 7            | 6            |  |
|  |             | Ylena In-Albon | Ylena In-Albon | 4           | 2           |  |  | 14           | Sara Errani  | Sara Errani  | 6(1)         | 3            |  |
|  | 14          | Sara Errani    | Sara Errani    | 6           | 6           |  |  |              |              |              |              |              |  |

### Sezione 7
|  | Primo turno | Primo turno         | Primo turno         | Primo turno | Primo turno |  |  | Ultimo turno | Ultimo turno        | Ultimo turno        | Ultimo turno | Ultimo turno |  |
|  |             |                     |                     |             |             |  |  |              |                     |                     |              |              |  |
|  | 7           | Ysaline Bonaventure | Ysaline Bonaventure | 7           | 6           |  |  |              |                     |                     |              |              |  |
|  |             | Viktória Kužmová    | Viktória Kužmová    | 64          | 3           |  |  | 7            | Ysaline Bonaventure | Ysaline Bonaventure | 6            | 7            |  |
|  | PR          | Katarina Zavac'ka   | Katarina Zavac'ka   | 2           | 62          |  |  | 23           | Eva Lys             | Eva Lys             | 4            | 64           |  |
|  | 23          | Eva Lys             | Eva Lys             | 6           | 7           |  |  |              |                     |                     |              |              |  |

### Sezione 8
|  | Primo turno | Primo turno       | Primo turno      | Primo turno | Primo turno |  |  | Ultimo turno | Ultimo turno     | Ultimo turno | Ultimo turno | Ultimo turno |  |
|  |             |                   |                  |             |             |  |  |              |                  |              |              |              |  |
|  | 8           | Kamilla Rachimova | 6                | 3           | 5           |  |  |              |                  |              |              |              |  |
|  |             | Nao Hibino        | 4                | 6           | 7           |  |  |              | Nao Hibino       | 1            | 6            | 3            |  |
|  |             | Jodie Burrage     | Jodie Burrage    | 2           | 4           |  |  | 20           | Kimberly Birrell | 6            | 2            | 6            |  |
|  | 20          | Kimberly Birrell  | Kimberly Birrell | 6           | 6           |  |  |              |                  |              |              |              |  |

### Sezione 9
|  | Primo turno | Primo turno     | Primo turno   | Primo turno | Primo turno |  |  | Ultimo turno | Ultimo turno  | Ultimo turno | Ultimo turno | Ultimo turno |  |
|  |             |                 |               |             |             |  |  |              |               |              |              |              |  |
|  | 9           | Lesja Curenko   | 65            | 6           | 6           |  |  |              |               |              |              |              |  |
|  |             | Taylor Townsend | 7             | 1           | 1           |  |  | 9            | Lesja Curenko | 6            | 64           | 6            |  |
|  |             | Katie Boulter   | Katie Boulter | 6           | 6           |  |  |              | Katie Boulter | 3            | 7            | 4            |  |
|  | 18          | Diane Parry     | Diane Parry   | 4           | 2           |  |  |              |               |              |              |              |  |

### Sezione 10
|  | Primo turno | Primo turno       | Primo turno       | Primo turno | Primo turno |  |  | Ultimo turno | Ultimo turno      | Ultimo turno      | Ultimo turno | Ultimo turno |  |
|  |             |                   |                   |             |             |  |  |              |                   |                   |              |              |  |
|  | 10          | Rebecca Peterson  | Rebecca Peterson  | 6           | 6           |  |  |              |                   |                   |              |              |  |
|  |             | Simona Waltert    | Simona Waltert    | 3           | 1           |  |  | 10           | Rebecca Peterson  | Rebecca Peterson  | 7            | 7            |  |
|  | WC          | Caroline Dolehide | Caroline Dolehide | 6           | 6           |  |  | WC           | Caroline Dolehide | Caroline Dolehide | 5            | 62           |  |
|  | 16          | Harriet Dart      | Harriet Dart      | 1           | 2           |  |  |              |                   |                   |              |              |  |

### Sezione 11
|  | Primo turno | Primo turno               | Primo turno               | Primo turno | Primo turno |  |  | Ultimo turno | Ultimo turno              | Ultimo turno | Ultimo turno | Ultimo turno |  |
|  |             |                           |                           |             |             |  |  |              |                           |              |              |              |  |
|  | 11          | Anna Karolína Schmiedlová | Anna Karolína Schmiedlová | 6           | 6           |  |  |              |                           |              |              |              |  |
|  | WC          | Stephanie Yakoff          | Stephanie Yakoff          | 1           | 0           |  |  | 11           | Anna Karolína Schmiedlová | 4            | 6            | 2            |  |
|  |             | Coco Vandeweghe           | Coco Vandeweghe           | 63          | 3           |  |  | 24           | Laura Siegemund           | 6            | 4            | 6            |  |
|  | 24          | Laura Siegemund           | Laura Siegemund           | 7           | 6           |  |  |              |                           |              |              |              |  |

### Sezione 12
|  | Primo turno | Primo turno      | Primo turno      | Primo turno | Primo turno |  |  | Ultimo turno | Ultimo turno    | Ultimo turno    | Ultimo turno | Ultimo turno |  |
|  |             |                  |                  |             |             |  |  |              |                 |                 |              |              |  |
|  | 12          | Laura Pigossi    | Laura Pigossi    | 4           | 4           |  |  |              |                 |                 |              |              |  |
|  | WC          | Ashlyn Krueger   | Ashlyn Krueger   | 6           | 6           |  |  | WC           | Ashlyn Krueger  | Ashlyn Krueger  | 6            | 6            |  |
|  | WC          | Robin Montgomery | Robin Montgomery | 64          | 3           |  |  | 13           | Magdalena Fręch | Magdalena Fręch | 2            | 0            |  |
|  | 13          | Magdalena Fręch  | Magdalena Fręch  | 7           | 6           |  |  |              |                 |                 |              |              |  |